# 竹中博康
竹中 博康（たけなか ひろやす、1950年 - ）は、日本の地方公務員。石川県商工労働部長や、石川県教育委員会教育長、石川県副知事を経て、石川県信用保証協会会長。瑞宝中綬章受章。

## 人物・経歴
石川県七尾市生まれ。石川県立七尾高等学校を経て、1973年専修大学経営学部卒業、石川県入庁。管財課長として石川県庁の移転を担当したのち、企画振興部次長や、商工労働部長、石川県教育委員会教育長を経て、2012年から副知事を務め、雪害対策などにあたった。2020年任期満了退任、石川県信用保証協会副会長。同年 同協会長。石川県音楽文化振興事業団理事長なども務めた。

## 栄典
2021年4月 令和3年春の叙勲で地方自治功労により瑞宝中綬章を受章。